# Alex Konanychin
Alex Konanychin (* 25. září 1966, Ostaškov, Sovětský svaz) je ruský podnikatel, který podniká v USA.
Po ruské invazi na Ukrajinu v únoru 2022 nabídl armádním důstojníkům za dopadení ruského prezidenta Vladimira Putina – ať živého, nebo mrtvého – milion dolarů. Putin totiž podle něj páchá invazí na Ukrajinu masovou vraždu a porušuje ruské i mezinárodní právo.

## Život
Konanychin v Rusku podnikal v oblasti bankovnictví, akciových trhů a nemovitostí. V roce 1991 se stal zakladatelem, spoluvlastníkem a prezidentem Russian Exchange Bank. Když měl 25 let, jeho společnost zahrnovala přes 100 firem a měla hodnotu 300 milionů dolarů.
V roce 1992 byl součástí ruské delegace prezidenta Borise Jelcina do Washingtonu, D.C., kde se její účastníci setkali s americkým prezidentem Georgem Bushem st. Téhož roku Konanychin do Spojených států emigroval. Později zde byl zatčen a obviněn z porušení podmínek vízových povinností a zpronevěry 8 milionů dolarů z ruské banky. Z USA byl nejprve vyhoštěn, v roce 2007 mu ale byla udělena politická ochrana.